# Ziggy Stardust (brano musicale)
Ziggy Stardust è un brano musicale scritto dall'artista inglese David Bowie, nona traccia dell'album The Rise and Fall of Ziggy Stardust and the Spiders from Mars del 1972
Uscito lo stesso anno come lato B di The Jean Genie, venne pubblicato di nuovo alla fine del 1978 in un singolo che includeva anche Breaking Glass e Art Decade, tutte nelle versioni live estratte da Stage.
Ziggy Stardust si trova al 282º posto nella lista dei 500 migliori brani musicali della rivista Rolling Stone, al 480º in quella di NME ed è stata inclusa tra le "500 canzoni che hanno plasmato il rock and roll" della Rock and Roll Hall of Fame.

## Il brano
Ziggy Stardust rappresenta forse il nodo centrale dell'album dal punto di vista narrativo. Sostenuto da una delle più famose melodie eseguite dalla chitarra di Mick Ronson, il brano descrive l'ascesa e la caduta della superstar protagonista della storia con un testo ricco di allusioni che sembrerebbero identificare Ziggy con Marc Bolan, già oggetto di ispirazione per Bowie in altre canzoni come Holy Holy, Hang On to Yourself e Lady Stardust, mentre i citati Weird e Gilly sarebbero in realtà Trevor Bolder e Mick Woodmansey.
Anche se il nome Stardust era stato ispirato dall'artista texano Legendary Stardust Cowboy, considerato l'inventore del genere psychobilly, nella costruzione della figura del protagonista si possono ritrovare accenni anche a Jimi Hendrix (il chitarrista mancino), mentre la criptica osservazione "he was the nazz" potrebbe suggerire l'abbreviazione di Nazareno, che insieme a "leper messiah" ("messia lebbroso") contribuirebbe a conferire un ruolo messianico a Ziggy.
Riguardo al verso «making love with his ego» («facendo l'amore col proprio ego»), la lista dei possibili riferimenti comprende soprattutto Jim Morrison e Mick Jagger, ma tutti i potenziali riferimenti falliscono nel tentativo di attribuire contorni precisi al personaggio di Ziggy Stardust, che forse incarna semplicemente un coacervo di archetipi rock.

## Formazione
- David Bowie - voce, chitarra elettrica
- Mick Ronson - chitarra elettrica
- Trevor Bolder - basso
- Mick Woodmansey - batteria

## Ziggy Stardustdal vivo
Nel 1972 David Bowie eseguì Ziggy Stardust in tre sessioni BBC successive, registrate l'11 e il 18 gennaio e il 16 maggio, nelle quali venne presentato gran parte del materiale che di lì a breve sarebbe finito nell'album.
La canzone fece parte stabilmente delle scalette dello Ziggy Stardust Tour 1972 e la versione del 20 ottobre al Civic Auditorium di Santa Monica venne utilizzata per un videoclip prodotto nel 1994 per promuovere il bootleg Santa Monica '72, montato con sequenze riprese durante il concerto del 21 giugno alla Civic Hall di Dunstable. Il video offriva suggestive immagini di uno dei primi allestimenti degli spettacoli del tour e venne trasmesso per la prima ed unica volta nel programma Chart Show di ITV il 16 aprile 1994.
Dopo l'Aladdin Sane Tour 1973 ricomparve durante lo Stage Tour 1978, il Sound + Vision Tour 1990, l'Heathen Tour 2002 e il Reality Tour 2003-04.
Tra le occasioni "estemporanee" in cui Ziggy Stardust è stata eseguita dal vivo:
- 25 giugno 2000, Glastonbury Festival.
- 15 giugno 2002, Live by Request, programma trasmesso da A&E Network.
- 5 luglio 2002, Friday Night with Jonathan Ross, programma trasmesso da BBC One.
- 29 novembre 2003, Parkinson, programma trasmesso da BBC One.

Una versione dal vivo degli Spiders from Mars dedicata a Mick Ronson, scomparso il 29 aprile 1993, è stata inclusa nell'album Mick Ronson Memorial Concert registrato nel 1994 e pubblicato nel 2001. Oltre che da Trevor Bolder e Mick Woodmansey, per l'occasione gli Spiders erano formati da Joe Elliott e Phil Collen, voce e chitarra dei Def Leppard, e dal chitarrista Bill Nelson.

## Pubblicazioni
Ziggy Stardust è inclusa in numerose raccolte e album live:
- ChangesOneBowie (1976)
- Stage (1978)
- Ziggy Stardust - The Motion Picture (1983)
- Ziggy Stardust and the Spiders from Mars (1984, VHS)
- Sound + Vision (1989)
- Changesbowie (1990)
- The Singles Collection (1993)
- RarestOneBowie (1995)
- The Best of David Bowie 1969/1974 (1997)
- Bowie at the Beeb (2000)
- Live Santa Monica '72 (2008)
- A Reality Tour (2010, CD e DVD)
- Nothing Has Changed (2014)
- Bowie Legacy (2016)

## Cover
- I Bauhaus nel hanno pubblicato una cover nel singolo omonimo nel 1982.
- Exploding Boy in New Generation del 1992
- i Rausch in On del 1996
- i Def Leppard come lato B del singolo Slang del 1996
- The Moog Cookbook in The Moog Cookbook Plays The Classic Rock Hits del 1997
- i Grade in And Such Is Progress del 1997
- i Nuit d'Óctobre in The Dark Side of David Bowie del 1997
- Daisyhead & The Mooncrickets nell'album eponimo del 1997
- The Gourds in Gogitchyershinebox del 1998
- Jeff Dahl in I Was a Teenage Glam-Fag - Volume 1 del 1998
- le Stun Gun in Goth Oddity 2000: A Tribute to David Bowie del 2000
- i Guided by Voices in King's Ransom: Happy Motherfuckers and Sad Clowns del 2000
- i Cybernauts in Cybernauts Live del 2000
- gli Heredeiros Da Crus in Recambios Tucho del 2000 (parodia intitolata Sipri Starlux)
- i Dogooder in Sound + Vision: The Electronic Tribute to David Bowie del 2002
- 88 Magic in Geré Played Piano del 2002
- i Vitamin String Quartet in The String Quartet Tribute to David Bowie del 2002
- Seu Jorge in The Life Aquatic Studio Sessions del 2005
- i Bloodstone in Valley of the Machines del 2005
- i Balzac in Deep Blue: Chaos from Darkism II del 2006
- i Thursday Night Collective in Hero - The MainMan Records Tribute to David Bowie del 2007
- Melvin James in David Bowie Acoustic Tribute del 2007
- gli Andrew Jackson Jihad nell'EP Operation Stackola del 2009
- Techno Cowboy in The Ziggy Stardust Omnichord Album del 2009
- Ariana Delawari in We Were So Turned On: A Tribute To David Bowie del 2010
- Federica Zammarchi in Jazz Oddity del 2011
- The Thurston Lava Tube in Ziggy Played Surf Guitar del 2011
- Eddy McManus in Tribute to David Bowie del 2011 (digital release)
- gli Elliott Brood in Paper Bag Records Vs. The Rise and Fall of Ziggy Stardust and the Spiders from Mars del 2012
- Oliver Darley in Simply Bowie del 2016 (digital release)

### Cover dal vivo
Nel 1998 le Indigo Girls hanno proposto il brano in tutti i concerti della loro tournée con la bassista Gail Ann Dorsey (che lo ripropporrà anche in solitaria come cantante nel 2004), mentre i Guns N' Roses ne hanno suonato una versione strumentale come "intro" a Street of Dreams durante il Chinese Democracy Tour del 2011. Tra gli altri artisti che hanno eseguito Ziggy Stardust durante le esibizioni dal vivo da ricordare i Def Leppard, Dizzy Reed, Ray Wilson, i Bluvertigo, i Diaframma, The Mission, Rob Thomas e i Twisted Sister.
Altri "omaggi" sono avvenuti nel 2016 dopo la morte di David Bowie:
- Sylvain Sylvain il 3 febbraio all'Hotel Vegas di Austin in Texas.[14]
- The Flaming Lips il 12 e 13 febbraio al Belly Up di Aspen in Colorado.[15][16]
- Lady Gaga il 15 febbraio allo Staples Center di Los Angeles, in un medley durante la cerimonia dei Grammy Awards.[17]
- i Third Eye Blind il 21 luglio al Columbus Park di Stamford nel Connecticut.[18]